# سیسرا

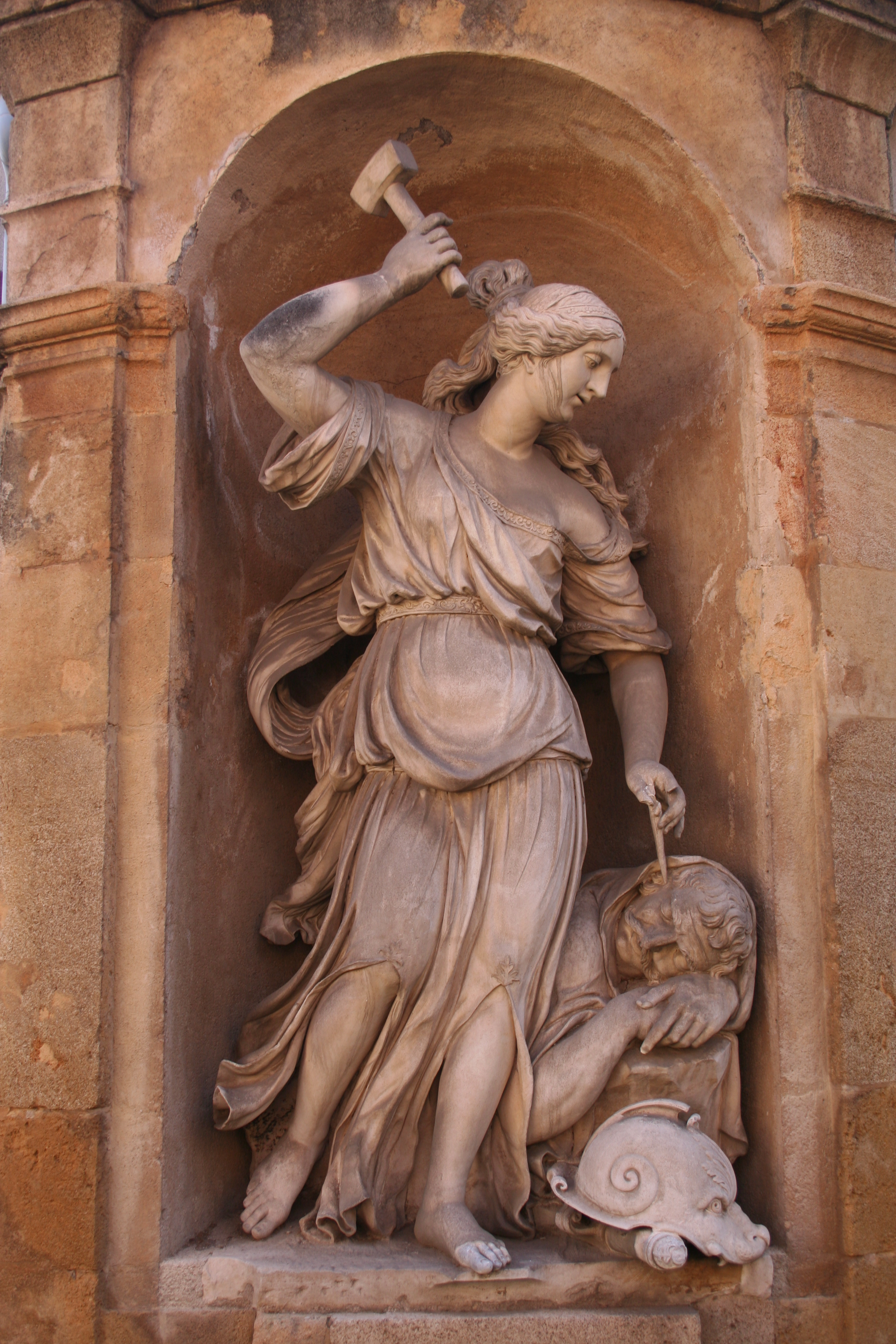
تندیس یاعیل در حال کشتن سیسرا، اثر ژوزف سک، اکس‌آن‌پروانس فرانسه

سیسرا (به عبری: סִיסְָרא) فرمانده نیروهای مؤتلف ضد بنی‌اسرائیل در روزگار دبوره بود. ذکر او در کتاب داوران آمده‌است. او در خدمت یابین پادشاه کنعان بود. آنگاه که به جنگ بنی‌اسرائیل می‌رود از آنان شکست می‌خورد. پس از میدان گریخته و به چادر زنی به نام یاعیل پناه می‌برد. ولی هنگامی که به خواب فرومی‌رود، یاعیل با کوبیدن میخی در شقیقه‌اش او را می‌کشد. سیسرا و از میان رفتنش موضوع سرود کهن دبوره است. به موجب کتاب داوران، سیسرا از اهالی حروشت حقوئیم بوده‌است، در نزدیکی حاصور.
زمان تاریخی این رویداد را سدهٔ دوازدهم پیش از میلاد و مکانش را تل مگیدو احتمال‌داده‌اند. 
نام سیسرا از ریشهٔ زبان‌های سامی نمی‌نماید، بلکه بیشتر با نام‌های ایلیریایی همانند است. این می‌رساند که سیسرا از مردمان سامی نبوده‌است. در آینده فرزندان سیسرا به عنوان بخشی از یهودیان که از تبعید به ارض موعود بازگشتند در کتاب‌های عزرا و نحمیا  آمده است.

## منبع
- Robert G. Boling, Encyclopedia Judaica, vol.18, Sisera